# 블루 (잡지)
블루(Blue)는 오스트레일리아의 게이 잡지이다.